# Shiny and Oh So Bright, Vol. 1 / LP: No Past. No Future. No Sun.
Shiny and Oh So Bright, Vol. 1 / LP: No Past. No Future. No Sun. é o décimo álbum de estúdio da banda de rock norte-americana The Smashing Pumpkins. Foi lançado em 16 de novembro de 2018 pela Napalm Records. Produzido por Rick Rubin, é o primeiro registro da banda a contar com o baterista Jimmy Chamberlin desde Zeitgeist (2007), e o guitarrista James Iha desde o retorno do grupo, em 2006.

## Faixas
1. "Knights of Malta" – 4:37
2. "Silvery Sometimes (Ghosts)" – 3:30
3. "Travels" – 5:23
4. "Solara" – 4:22
5. "Alienation" – 5:01
6. "Marchin' On" – 2:39
7. "With Sympathy" – 3:30
8. "Seek and You Shall Destroy" – 2:45